# Classica Orchestra Afrobeat
I Classica Orchestra Afrobeat sono un ensemble che mescola musicisti dei differenti stili, tra classica, barocca e popolare, mescolando così strumenti della tradizione colta europea con le poliritmie africane.

## Storia
La Classica Orchestra Afrobeat venne fondata dal percussionista, compositore e direttore d'orchestra Marco Zanotti nel 2010, che per l'occasione riunione 11 musicisti di estrazione geografica e musicale differente, mescolando così agli strumenti della musica sinfonica occidentale gli strumenti tipici della cultura africana. Il primo ensemble era così composto da Cristina Adamo al flauto, Alessandro Bonetti al violino e mandolino, Cristiano Buffolino alle percussioni, Francesco Giampaoli al contrabbasso e basso, Rosita Ippolito alla viola da gamba, Elide Melchioni al fagotto ed ocarina, Valeria Montanari al clavicembalo, Anna Palumbo alle percussioni e fisarmonica, Tim Trevor-Briscoe al clarinetto, Silvia Turtura all'oboe e corno inglese, oltreché dallo stesso Zanotti alle percussioni e direzione d'orchestra. Per il nome del nuovo ensemble Zanotti reinterpretò la definizione idiosincratica dell'Afrobeat come "moderna musica classica africana", fatta da Carlos Moore nella biografia ufficiale di Fela Kuti. E proprio dall'ispirazione sulla figura di Fela Kuti nasce il primo album dell'ensemble intitolato Shrine On You. Fela goes Classical, che mescola le sonorità della musica barocca alla musica ed alle ritmiche vicine al musicista africano, immettendo nelle strutture incursioni di improvvisazione jazz tipiche della libertà di stili più popolari. L'album vantava poi i camei di musicisti africani che furono in diretto contatto con Fela Kuti, come l’ex Africa 70 Kologbo e del figlio Seun Kuti, che Zanotti aveva coinvolto nel progetto già al Festival delle Arti Negre di Dakar del 2010. Lo spettacolo che ne scaturì fu quindi portato sulle scene per i due anni successivi.
Nel 2013 il Ravenna Festival produce lo spettacolo Regard Sur Le Passé, in cui la Classica Orchestra Afrobeat, coinvolgendo i musicisti Sekouba Bambino e Baba Sissoko, riarrangiava l'opera omonima prodotta dalla Bembeya Jazz National nel 1969, ispirata alla figura di Samory Turé, ultimo imperatore.guerriero africano sopraffatto dal colonialismo francese sul finire del XIX secolo. Lo spettacolo debuttò al Teatro Alighieri di Ravenna il 9 giugno 2013, e dalla registrazione ne uscì il secondo album della band intitolato sempre Regard Sur Le Passé (Sidecar/Brutture Moderne/Audioglobe, 2014), in un disco che proponeva "una curiosa collisione di immaginari sonori: il jazz da una parte, le armonie africane dall’altra, la musica da camera in mezzo, in uno scontro-incontro che ha molto di simbolico". Lo spettacolo fu portato nei teatri e nei festival Europei, con tappe importanti come il Festival di Glastonbury nel 2013, in cui furono l'unica band italiana. In occasione degli spettacoli di novembre all'Auditorium Parco della Musica di Roma, il disco fu presentato dal vivo negli studi radiofonici RAI per la trasmissione King Kong in onda su Rai Radio 3.
Nel 2015 prende corpo il progetto Polyphonie, in cui la Classica Orchestra Afrobeat prende spunto dal testo dell’etnomusicologo statunitense Louis Sarno intitolato Song from the Forest ed ispirato alle musiche dei pigmei Ba-Benjellé della Repubblica Centrafricana, dominata da alcune delle "più antiche e originali trame polifoniche che sia dato conoscere". In questo contesto viene coinvolto il cantante camerunese Njamy Sitson e specialista in tecniche vocali tradizionali, in uno spettacolo che vide il suo debutto il 28 gennaio 2016 presso il Teatro Auditorium Manzoni di Bologna. Scaturisce dallo spettacolo un concept album omonimo che questa volta vede solo composizioni originali dedicate alla "contemplazione catartica delle voci della natura",  creando così "un proprio habitat immaginifico alla ricerca di una primitiva armonia tra l’umano e il divino".

## Musicisti
- Alessandro Bonetti: violino
- Anna Palumbo: balafon, calebasse, percussioni
- Cristiano Buffolino: percussioni
- Cristina Adamo: flauto, ottavino
- Elide Melchioni: fagotto, ocarina, cori
- Fabio Gaddoni: violoncello
- Francesco Giampaoli: contrabbasso, basso, chitarra
- Manuela Trombini: viola
- Marco Zanotti: kamalen’goni, percussioni, calebasse
- Silvia Turtura: oboe, corno inglese
- Tim Trevor-Briscoe: clarinetto, clarinetto basso
- Valeria Montanari: clavicembalo, glockenspiele, cori
- Valeria Nasci: percussioni, cori

## Discografia

### Album
- 2011 - Shrine on you, Fela goes Classical
- 2014 - Regard sur le passé Classica Orchestra Afrobeat feat. Sekouba Bambino - Baba Sissoko
- 2017 - Polyphonie

### Singoli ed EP
- 2011 - Zombie Classica Orchestra Afrobeat Feat. Seun Kuti